# Lescuns
Lescuns är en kommun i departementet Haute-Garonne i regionen Occitanien i södra Frankrike. Kommunen ligger i kantonen Cazères som tillhör arrondissementet Muret. År 2022 hade Lescuns 74 invånare.

## Befolkningsutveckling
Antalet invånare i kommunen Lescuns
Referens: INSEE